# Castellers del Riberal

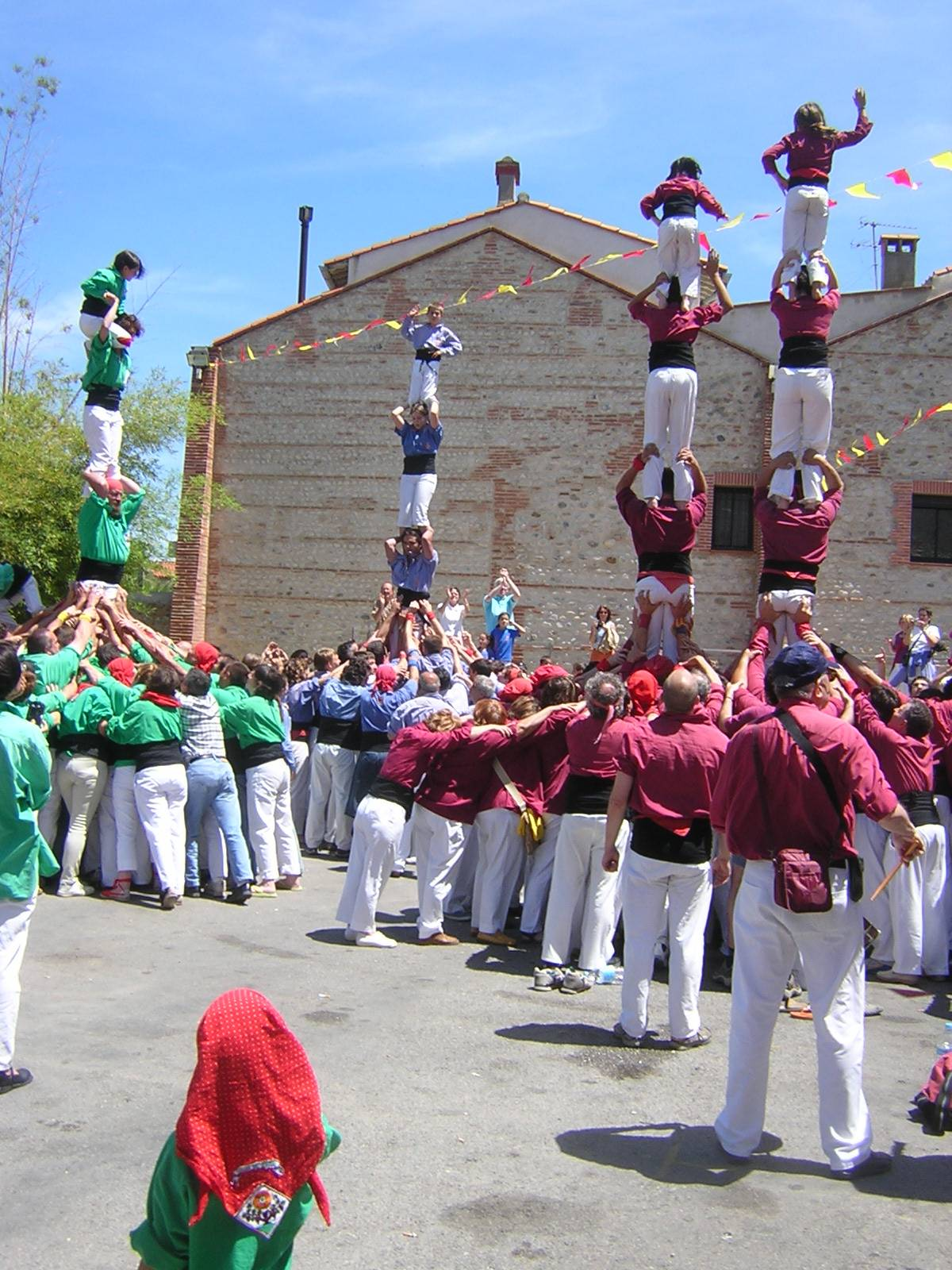
Castellers del Riberal a una actuació a Baó (2005)

Els Castellers del Riberal són una colla castellera de Bao, al Rosselló (Catalunya del Nord), fundada el 1997 al si de l'associació Aire Nou de Bao. Vesteixen amb camisa de color verd i mocador roig, recordant els dos colors del vilatge de Bao.
Van ser apadrinats pels Castellers de Barcelona i els desapareguts Castellers de l'Albera. Per la seva banda són padrins dels Angelets del Vallespir, dels Pallagos del Conflent i dels Castellers del Baix Montseny.
Els Castellers del Riberal són una de les quatre colles castelleres de la Catalunya del Nord, juntament amb els Angelets del Vallespir (2001), els Pallagos del Conflent (2013) i la colla universitària Mangoners de la Universitat de Perpinyà.

## Història
L'any 1995 es va crear a Bao l'associació Aire Nou amb l'objectiu de defensar la llengua i la cultura catalanes al Rosselló. El 1996 sorgeix la proposta de crear una colla castellera i, amb aquest motiu, conviden els Castellers de l'Albera, la colla més propera a Bao, que va anar-hi a actuar l'octubre del mateix any. El 26 de gener del 1997 els Castellers de l'Albera tornaven a actuar juntament amb gent de Bao que, amb camisa blava, aixecaven un pilar de 4 i un 3de5.
El 15 de juny de 1997 es presenten oficialment amb el nom de "Minyons del Riberal", tot i que ben aviat el terme castellers es va imposar, ja que en permetia una millor identificació per part d'un públic local poc entès en el fet casteller.
Les bones sensacions deixades pel 2015 anunciaven un any 2016 prometedor. El domini del 4 de7 va ser clar i la colla en va sumar 9 descarregats al llarg de la temporada. El 50è castell de 7 de la colla va arribar el 5 de juny durant la Diada Castellera d'Identi'CAT amb un 4 de 7 descarregat. El 3 de 7 també va ser un castell que els verds van portar a plaça amb més regularitat, se'n van descarregar 6 al 2016.

## Castells
Els majors castells assolits per la colla són el 4 de 7 amb l'agulla, el 3 de 7 amb l'agulla, el 3 de 7, el 4 de 7, 7 de 6, el pilar de 5 aixecat per sota i el pilar de 5.

## Millors diades[calcitació]
| Diada                                | Castells realitzats                      | Data                    | Plaça         |
| ------------------------------------ | ---------------------------------------- | ----------------------- | ------------- |
| 20a Diada castellera de Millars      | 3 Pde4, 3de7, 4de7a, 3de7a, Vano de 5    | 05 d'Agost del 2017     | Millars       |
| 19a Diada castellera de Millars      | 3 Pde4, 3de7, 4de7, 4de7a, Vano de 5     | 06 d'Agost del 2016     | Millars       |
| 5a Diada dels Castellers del Riberal | Pde4, 3de7, 4de7a, 4de7, Pde5 per sota   | 17 d'octubre del 2002   | Bao           |
| 6a Diada castellera de Millars       | Pde4, 3de7, 4de7, 4de7a carregat, Pde5   | 10 d'Agost del 2002     | Millars       |
| Concurs de castells de Torredembarra | 3de7, 4de7, 4de7a carregat               | 25 de Setembre del 2016 | Torredembarra |
| 4a Diada de Sant Pere a Prada        | 2 Pde4, 3de7a carregat, 4de7, 3de7, Pde5 | 25 de Juny del 2017     | Prada         |
| 3a Diada de Sant Pere a Prada        | Pde4, 4de7a, id3de7, 4de7, 2de6, Pde5    | 26 de Juny del 2016     | Prada         |

## Organització
Caps de colla
- Hervé Pi i Albertí (1997 – 2008)[3]
- Rafael Renyé i Pla (2009 – 2011)[10][11]
- Gil Rius (2012 - 2014)[10]
- Hervé Pi i Albertí (2015 - 2017)[cal citació]
- Laura Pi (2018 - 2022)[cal citació]
- Bruno Valverde (gener- març 2023)[cal citació]
- Laura Pi (abril 2023 - gener 2024)

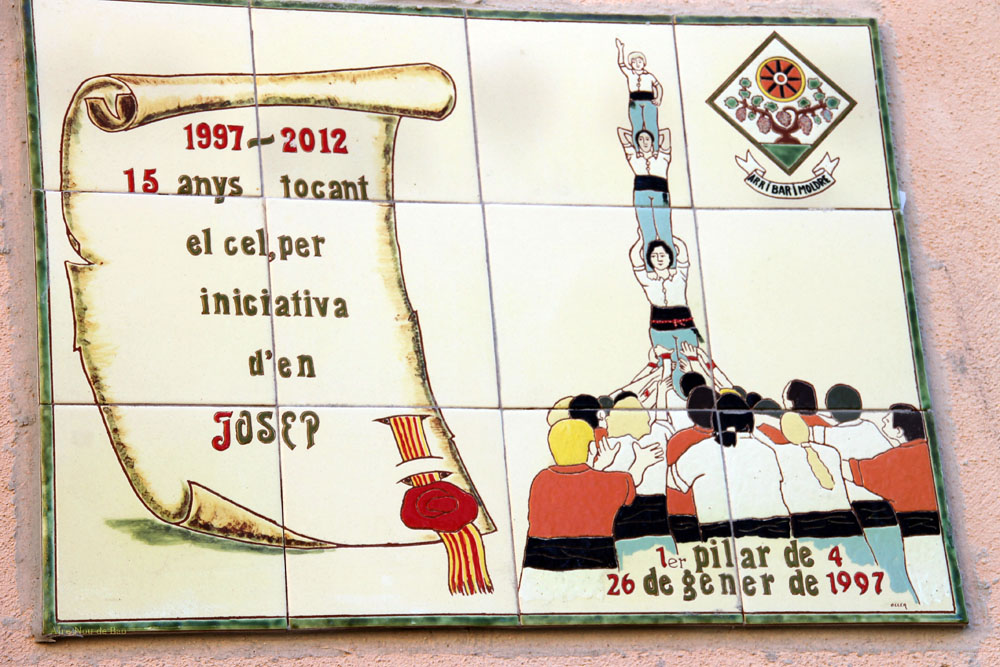
Homenatge a Josep "Cala" Serra, membre fundador dels Castellers del Riberal.

- Nathalie Vidal (2024)
- Sonia Jorio (2024 - actualitat)